# Rui Zink
Rui Barreira Zink (Lisboa, 16 de Junho de 1961) é um escritor e professor universitário português.

## Biografia
Enquanto escritor, é autor de vários livros, de entre os quais, ensaios e ficção, se salientam talvez os romances Hotel Lusitano (1987), Apocalipse Nau (1996), O Suplente (1999) e Os Surfistas (2001), e a novela O Anibaleitor (2006).
Colaborou ainda em jornais e revistas, entre os quais o semanário O Independente (1991) e a revista K (1992). Enquanto tradutor, traduziu obras de Matt Groening, Saul Bellow e Richard Zenith.
Rui Zink recebeu o Prémio do P.E.N. Clube Português pelo romance Dádiva Divina (2005), e representou Portugal em eventos como a Bienal de São Paulo, a Feira do Livro de Tóquio ou o Edimburgh Book Festival. Em 2011, foi monitor de dois seminários de escrita no Cairo e, nesse mesmo ano, a convite da organização, o escritor português presente no Parlamento Europeu de Escritores em Istambul.
Com António Jorge Gonçalves, criou os romances gráficos Rei e Arte Suprema.
Em 2012 publicou A Instalação do Medo (levada aos palcos em encenação de Jorge Listopad), livro segundo da tetralogia sobre crise e retórica do horror iniciada em 2008 com O Destino Turístico, continuada em 2014 com A Metamorfose e Outras Fermosas Morfoses e concluída em 2015 com a novela Osso. Em 2017, publicou O livro sagrado da Factologia.
Os Surfistas (2001) é o primeiro romance interactivo online português. A Arte Suprema (1997), com António Jorge Gonçalves, o primeiro romance gráfico português, tanto pelo formato como pelo conteúdo. E, como não há duas sem três, é ainda creditado como um dos pioneiros - ou o - dos cursos de «escrita criativa» em Portugal, no início da década de 1990, primeiro na FCSH e depois na Aula do Risco. Hoje dá seminários ocasionais na Escola de Verão da FCSH-UNL ou em outros países.
Livros seus estão traduzidos em: alemão, bengali, croata, francês, hebraico, inglês, japonês, romeno, sérvio. Inseridos em antologias ou outras publicações: búlgaro, chinês, espanhol, finlandês, húngaro, italiano, russo.
Professor Auxiliar na Faculdade de Ciências Sociais e Humanas da Universidade Nova de Lisboa (desde 1997), licenciou-se na mesma Universidade em Estudos Portugueses (1984) e obteve os graus de Mestre em Cultura e Literatura Popular (com tese sobre José Vilhena em 1989) e de Doutor em Literatura Portuguesa (com uma tese sobre Banda Desenhada em 1997, sendo a primeira a ser apresentada em Portugal sobre o tema). Foi igualmente Professor do Ensino Secundário (1983-1987), Leitor de Língua Portuguesa na Universidade de Michigan (1989-1990), Professor Convidado na Universidade de Massachusetts, Dartmouth (2009-2010) e escritor residente na Escola de Português do Middlebury College, Vermont (2011-2019).

## Obra

### Ficção
- Hotel Lusitano (novela), 1987 ; 2011
- A realidade agora a cores (contos), 1988
- Homens-aranhas (contos), 1994
- Apocalipse nau (novela), 1996
- A espera (novela), 1998 ; 2007
- A realidade agora a cores II (contos), 1998
- O suplente (romance), 1999 ; 2004
- Os surfistas (romance interativo), desenhos de Manuel João Ramos, 2001
- Histórias para ler à sombra (contos) (em colaboração com vários), 2003
- Até ao oriente & outros contos para Wenceslau de Moraes (contos) (org., vários autores), 2004
- Dádiva divina (romance), 2004 ; 2007
- O bicho da escrita (conto), 2004
- A palavra mágica (contos), 2005
- O Anibaleitor (novela), 2006
- A Espera (novela), 2007
- O destino turístico (romance), 2008
- O amante é sempre o último a saber (romance), 2011
- A instalação do medo (romance), 2012
- A metametamorfose e outas fermosas morfoses (contos), 2014
- Osso (novela), 2015
- O livro sagrado da Factologia (romance), 2017
- Manual do bom fascista, 2019

### Banda Desenhada
- A arte suprema (romance gráfico), com António Jorge Gonçalves, 1997 (reed. 2007)
- O halo casto (banda desenhada), com Luís Louro, 1999
- Major Alverca (romance gráfico), com Manuel João Ramos, 2003
- Rei  (romance gráfico), com António Jorge Gonçalves, 2007
- O Grupo do Leão, com António Jorge Gonçalves, 2010
- O conto das duas saudades, manga didáctica, com Sara Ferreira (ilustr.) e Ricardo Andrade (editor, co-arg.), 2011

### Ensaio, crónica
- O Livro (ensaios), co-org, e a., com vários autores, 1984
- Literatura gráfica? (ensaio), 1999
- O humor de bolso de José Vilhena (ensaio), 2000
- José Vilhena - obra gráfica (org. e textos), 2002
- Luto pela felicidade dos portugueses (crónicas), 2007
- Os Senhores da Má Língua (diálogo),com Manuel Serrão e Miguel Esteves Cardoso, 2008

### Literatura para crianças
- O bébé que não gostava de televisão, com Manuel João Ramos, 2002 (reed. 2018)
- O bébé que não sabia quem era, com Manuel João Ramos, 2002 (reed. 2018)
- O bébé que fez uma birra, com Manuel João Ramos, 2003 (reed. 2018)
- Viagens na minha terra (versão para jovens), 2008.
- O Bicho da Sida, com António Jorge Gonçalves, 2009
- Que aventura ser Matilde, com Paula Delecave, 2015

Teatro e ópera
- Anjinhos, enc. de Carlos Curto, Aveiro, 1998
- Os Fugitivos, libreto para ópera de José Eduardo Rocha, Teatro da Trindade, 2002
- Odionildeizelâve, com Carlos Curto, Teatro do Mar, Aljustrel, 2004
- SubVersões, enc. de Carlos Curto), CITAC, Coimbra, 2004
- Onde fica Auschwitz, enc. de Carlos Curto, TAS, Setúbal, 2006
- Gelo, libreto para mini-ópera de Luís Soldado, S. Luiz, 2008
- Alfa, mini-ópera de Luís Soldado, S. Luiz, 2009
- Suite Hotel, ópera de câmara de Luís Soldado, Royal College of Music, Londres, 2011
- Goldoni Terminus, peça a três mãos a partir de um esquiço de Goldoni, enc. Toni Caffiero, Veneza, 2011
- Serei eu fugindo, ópera de comboio (Lisboa-Oeiras) de Luís Soldado, 2014
- Pandora Boxe, enc. de Carlos Curto, TAS, Coimbra, 2014
- A Instalação do Medo, enc. de Jorge Listopad, Teatro S. Luiz, 2015
- A Última Ceia, enc. de João Branco, CCP, Mindelo, Cabo Verde,2010
- Quotidiamo, peça a quatro mãos, enc. de João Branco, CCP, Cabo Verde, 2015
- Der Installation der Angst, algures na Alemanha, 2016
- Fuga, enc. Carlos Curto, TAS, Setúbal, 2017
- Cinco 'Tweet óperas' (3'-5-') para o programa da RTP2 Superdiva, comp. Luís Soldado, 2019
- É possível resistir, ópera comunitária em três actos, comp. Luís Soldado, enc. Linda Valadas, Torres Vedras
- Der Installation der Angst, enc. Clara Weyde, Theater Bonn, Bona, Outubro 2019

## Prémios de obra
1. Prémio do Festival de BD da Amadora, pelo romance gráfico A arte suprema (1997), em coautoria com António Jorge Gonçalves.
2. Em 2005, Prémio PEN Club Português de Novelística pela novela Dádiva divina (2004).
3. Em 2009, Prémio Ciranda pelo romance O destino turístico (2008).
4. O conto O bicho da escrita foi incluído na shorlist do Prémio Pushcart.
5. Em 2017, é atribuído à edição francesa de A instalação do medo o prix Utopiales para melhor livro estrangeiro.